# Yuta Shimizu
Yuta Shimizu (ur. 9 czerwca 1999) – japoński tenisista, finalista juniorskiego US Open 2017 w grze podwójnej, reprezentant kraju w rozgrywkach Pucharu Davisa.

## Kariera tenisowa
Podczas swojej kariery wygrał osiem singlowych oraz sześć deblowych turniejów rangi ITF. 
W 2017 roku, startując w parze z Tōru Horie dotarł do finału juniorskiego US Open w grze podwójnej. W decydującym meczu japoński debel przegrał z Hsu Yu-hsiou oraz Wu Yibingiem. 
W rankingu gry pojedynczej najwyżej był na 313. miejscu (2 marca 2020), a w klasyfikacji gry podwójnej na 370. pozycji (3 grudnia 2018). 

### Finały juniorskich turniejów wielkoszlemowych w grze podwójnej (0-1)
| Końcowy wynik | Nr | Data            | Turniej            | Nawierzchnia | Partner    | Przeciwnicy            | Wynik finału   |
| ------------- | -- | --------------- | ------------------ | ------------ | ---------- | ---------------------- | -------------- |
| Finalista     | 1. | 9 września 2017 | US Open, Nowy Jork | Twarda       | Tōru Horie | Hsu Yu-hsiou Wu Yibing | 4:6, 7:5, 9−11 |